# Rákosi Ferenc (labdarúgó)
Rákosi Ferenc, Rottenbiller, Rátkai (Csepel, 1921. november 30. – Budapest, 2010. december 13.) válogatott labdarúgó, balfedezet.

## Pályafutása

### Klubcsapatban
A Csepel labdarúgója volt, ahol három bajnoki címet szerzett a csapattal. Lelkiismeretes, jól helyezkedő játékos volt, aki kitűnt az összjátékban a többiek közül pontos passzaival. Nagy hátrányt jelentett számára a lassúsága.

### A válogatottban
1947 és 1948 között két alkalommal szerepelt a válogatottban.

## Halála
2010. december 13-án hunyt el életének 90. évében, december 21-én 10:30 órakor kísérték utolsó útjára a Csepeli temetőben.

## Sikerei, díjai
- Magyar bajnokság
  - bajnok: 1941–42, 1942–43, 1947–48
  - 3.: 1945-tavasz, 1945–46

## Statisztika

### Mérkőzései a válogatottban
| Magyarország | Magyarország     | Magyarország              | Magyarország | Magyarország | Magyarország | Magyarország | Magyarország | Magyarország |
| #            | Dátum            | Helyszín                  | Hazai        | Eredmény     | Vendég       | Kiírás       | Gólok        | Esemény      |
| ------------ | ---------------- | ------------------------- | ------------ | ------------ | ------------ | ------------ | ------------ | ------------ |
| 1.           | 1947. június 29. | Belgrád, Partizan Stadion | Jugoszlávia  | 2 – 3        | Magyarország | Balkán-kupa  | -            |              |
| 2.           | 1948. május 2.   | Bécs, Práter stadion      | Ausztria     | 3 – 2        | Magyarország | Európa-kupa  | -            | 40'          |
|              | Összesen         |                           |              | 2            | mérkőzés     |              | 0            | gól          |